# Non siamo eroi (Lighea)
Noi siamo eroi è il primo album della cantante italiana Lighea, pubblicato dalla Carosello e distribuito dalla Ricordi nel 1994.

## Tracce
1. Possiamo realizzare i nostri sogni
2. Pelle di cuoio
3. Chiesto mai
4. Comodi figli
5. Di più
6. Siamo noi quelli sbagliati
7. Madre mia
8. Lupi di città
9. In queste notti
10. Cosa succede in città

## Formazione
- Lighea - voce
- Loris Ceroni - basso
- Massimo Varini - chitarra
- Mario Neri - tastiera, programmazione, organo Hammond
- Lele Melotti - batteria
- Maurizio Fiordiliso - chitarra
- Adriano Pennino - tastiera
- Vito Mercurio - basso
- Vittorio Riva - batteria
- Sandro Scala - programmazione
- Francesca Borsini, Maurizio Cinesi, Serenella Occhipinti, Federica Pantanetti, Francesca Sacripanti, Laura Lombi, Rocco Gerboni, Stefano Raina - cori